# الجمعية الفلكية في أستراليا
الجمعية الفلكية في أستراليا (ASA) هي الهيئة المهنية التي تمثل علماء الفلك في أستراليا. تأسست في عام 1966، تأسست في مقاطعة العاصمة الأسترالية. العضوية في الجمعية الفلكية في أستراليا مفتوحة للناس «القادرين على المساهمة في تقدم علم الفلك أو مجال ذو صلة وثيقة». هذا يعني أن الأعضاء هم بشكل رئيسي الفلكيين المحترفين النشطين وطلاب الدراسات العليا. بعض الفلكيين المتقاعدين وعلماء الفلك الهواة المميزين هم أعضاء أيضًا، والعديد من المنظمات هم أعضاء في الجمعية. تضم الجمعية الفلكية في أستراليا حاليًا حوالي 600 عضو. وهي تنشر مجلة لاستعراض الأقران، منشورات الجمعية الفلكية في أستراليا.

## تاريخها
عند تأسيسها في عام 1966، كان الفلكي البارز بن جاسكوين أول نائب للرئيس.

## أنشطتها
تضم الجمعية حاليًا أربع مجموعات ذات اهتمام رئيسي:
- المعهد الوطني الأسترالي للفيزياء الفلكية النظرية (ANITA)، وهو معهد افتراضي يهدف إلى رفع صورة الفيزياء الفلكية النظرية الأسترالية.[2]
- لجنة التعليم والتوعية العامة (EPOC)، المكرسة للنهوض بمستوى الوعي العام لعلم الفلك.[3]
- المرأة في علم الفلك
- فصل الباحث الوظيفي المبكر

الجمعية الفلكية في أستراليا هي أمين مؤسسة النهوض بالفلك (FAA)، وهي مؤسسة خاضعة للخصم من الضرائب تهدف إلى تعزيز جهود الجمعية الفلكية في أستراليا لتعزيز علم الفلك والمجالات ذات الصلة في أستراليا، والاعتراف بالتميز ودعمه في تلك المجالات. يتم تعريف أغراض مؤسسة النهوض بالفلك بشكل واسع للغاية، مما يسمح بدعمها بالجوائز والمنح الدراسية والبحوث والمرافق.

### الجوائز والمكافآت
ترعى الجمعية الفلكية في أستراليا الجوائز والمكافآت التالية:
- جائزة بوك للأبحاث المتميزة في علم الفلك من قبل طالب الماجستير أو المؤهل.
- جائزة شارلين هيزلر لأطروحة الدكتوراه الأكثر تميزًا في علم الفلك أو مجالًا مرتبطًا ارتباطًا وثيقًا.
- جائزة ديفيد ألين لتحقيق إنجاز استثنائي في مجال الاتصالات الفلكية.
- جائزة لويز ويبستر للأبحاث البارزة من قبل عالم في وقت مبكر من مهنتهم ما بعد الدكتوراه.
- منصب إليري المحاضر في الجامعة للمساهمات البارزة في علم الفلك أو المجالات ذات الصلة.
- وسام بيرينيس وآرثر بيج للتميز في هواة علم الفلك.

## المنشورات المهنية
مجلة الجمعية الفلكية في أستراليا هي مجلة إلكترونية مدرجة في معهد المعلومات العلمية ومدروسة بالكامل للبحث عن أبحاث جديدة وهامة في الفيزياء الفلكية، ويتم نشرها نيابة عن الجمعية من قبل مطبعة جامعة كامبريدج، والتي يعد رئيس تحريرها براين جاينسلر. 

## روابط خارجية
- Official ASA website: المعلومات لمجتمع الفلك المهني.
- Astronomy Australia website: معلومات عن علم الفلك في أستراليا لمجتمع هواة الفلك والجمهور العام.